# 長野県道307号下木戸有明停車場線
長野県道307号下木戸有明停車場線（ながのけんどう307ごう しもきどありあけていしゃじょうせん）は、長野県安曇野市穂高を走る一般県道。

## 概要

### 路線データ
- 起点：安曇野市穂高北穂高字下木戸（長野県道85号穂高明科線交点）
- 終点：大糸線有明駅

## 接続・交差する道路
- 長野県道85号穂高明科線
- 国道147号
- 長野県道25号塩尻鍋割穂高線

## 周辺
- 安曇野髙橋節郎記念美術館
- 大糸線有明駅